# Irma Laplasse
Irma Laplasse, geboren Irma Swertvaeger (Schore, 9 februari 1904 – Brugge, 30 mei 1945), was een Vlaamse vrouw die wegens verraad ter dood werd veroordeeld. De executie van Laplasse maakte haar een symbool voor Vlaams-nationalisten.

## Leven
Op 20-jarige leeftijd huwde ze Henri Laplasse (1899–1975) met wie ze een hoeve in Oostduinkerke ging bewonen. Hij was lid van het Vlaams Nationaal Verbond (VNV) en van de Vlaamse Wacht, hun zoon Fred(erik) (†2013) was eerst lid van de Nationaal-Socialistische Jeugd Vlaanderen (NSJV) en vervolgens van de Fabriekswacht. Hun dochter Angèle was actief bij de Dietsche Meisjesscharen. Irma was zelf bij geen enkele vereniging aangesloten.

## Veroordeling
Op 21 december 1944 werd Irma Laplasse door de krijgsraad te Brugge ter dood veroordeeld wegens verraad en verklikking. De beschuldiging luidde dat ze de dood van zeven leden van het Verzet op haar geweten had, toen Duitse soldaten haar gevangengenomen zoon en enkele Duitse militairen uit de handen van de Witte Brigade bevrijdden.
Op 10 februari 1945 bevestigde het krijgshof in Gent de doodstraf en een genadeverzoek werd verworpen. Irma Laplasse werd op 30 mei 1945 in de gevangenis van Brugge terechtgesteld. De dag voordien had ze afscheid genomen van haar man en zoon, beiden in dezelfde gevangenis opgesloten.

## Strijd voor herziening
Na de oorlog werd Laplasse door de Vlaams-nationalisten als heldin beschouwd. Men probeerde haar als martelares op te voeren, als onschuldig ter dood veroordeeld door het verzet en door de Belgische staat. In zijn boek Zonder vlagvertoon verklaarde Johan Anthierens dat deze pogingen weinig steek hielden en slechts op emotionele motieven berustten.
Decennialang werd de onschuld van Laplasse verkondigd en om een herziening van het proces gevraagd. De journalist Louis De Lentdecker was een van de gangmakers. In 1970 kwam een sterke ondersteuning van de inspanningen vanwege de historicus Karel Van Isacker. Op de IJzerbedevaart van dat jaar werd hij uitgenodigd de H. Mis op te dragen en werd het 'gebed voor Vlaanderen' voorgedragen door de dochter van Irma Laplasse. Het was dus het ganse IJzerbedevaartcomité dat zich achter de eis voor herziening schaarde. Een nieuw onderzoek werd door de gerechtelijke instanties in gang gezet en sleepte jaren aan.
De strijd werd jaar na jaar verdergezet en uiteindelijk besliste minister van Justitie Melchior Wathelet een herziening toe te staan.

## Herziening door het Militair Gerechtshof
Het Hof van Cassatie in Brussel verbrak op 30 mei 1995 – vijftig jaar na de terechtstelling - het arrest van de krijgsraad te Brugge. Op 7 december 1995 begon het herzieningsproces, onder het voorzitterschap van Jef Durant, eerste voorzitter van het Militair Gerechtshof. Het nieuwe arrest werd uitgesproken op 14 februari 1996. Daarin werd met twee zaken rekening gehouden:
- De bewering van Irma Laplasse dat zij het deed om haar zoon te (laten) redden uit de handen van de Witte Brigades.

Het vonnis bepaalde onder meer: “Door in de gekende omstandigheden aan een Duits militair mee te delen dat het lokale verzet openlijk in actie was gekomen, deed beklaagde aan de vijand aangifte van een werkelijk feit dat de enige persoon, met name de weerstanders die tot de aanhouding van Frederik Laplasse overgingen en hun wapenbroeders, kon blootstellen aan zijn opsporingen, vervolgingen of gestrengheden. (..) Beklaagde bekende het wederrechtelijke karakter van haar gedraging. Zij kon niet anders dan weten dat zij, door aangifte te doen, de verzetslui die haar zoon hadden aangehouden, aan vervolgingen van de vijand blootstelde. Zij deed dit willens en aanvaardde het risico, weliswaar om zodoende het andere doel te bereiken dat zij nastreefde, de bevrijding van haar zoon.”
- Dat zij de enige informatiebron was die de Duitse soldaten toeliet op te treden tegen de verzetslieden.

Irma Laplasse werd op 14 februari 1996 opnieuw schuldig bevonden, postuum veroordeeld tot levenslange hechtenis, en vervallen verklaard van haar burgerrechten.
Een laatste beroep op het Hof van Cassatie eindigde met een afwijzing op 16 december 1997. Dit betekende het definitieve einde van de zaak-Laplasse.